# Halitiarella ocellata
Halitiarella ocellata is een hydroïdpoliep uit de familie Protiaridae. De poliep komt uit het geslacht Halitiarella. Halitiarella ocellata werd in 1980 voor het eerst wetenschappelijk beschreven door Bouillon. 